# Богданово (Псковский район)
Богдано́во — деревня в Ершовской волости Псковского района Псковской области России.
Расположена в 8 км к северо-западу от Пскова и в 6 км к юго-востоку от волостного центра Ершово близ автодороги Псков—Гдов.
В деревне находится Псковская областная психиатрическая больница №1.

## Население
| 2001 | 2002 | 2010 |
| ---- | ---- | ---- |
| 275  | ↗466 | ↘285 |

## История
Деревня зарегистрирована решением облисполкома 12 мая 1988 года. До 1976 года другая деревня с таким же названием находилась к северо-западу от населённого пункта Конечек, с которой она слилась 28 января 1976 года.